# Kevin Hernández
Kevin Vance Hernández Kirkconnell (Guanaja, 21 dicembre 1985) è un calciatore honduregno, portiere del Bella Vista.